# Косово — це Сербія

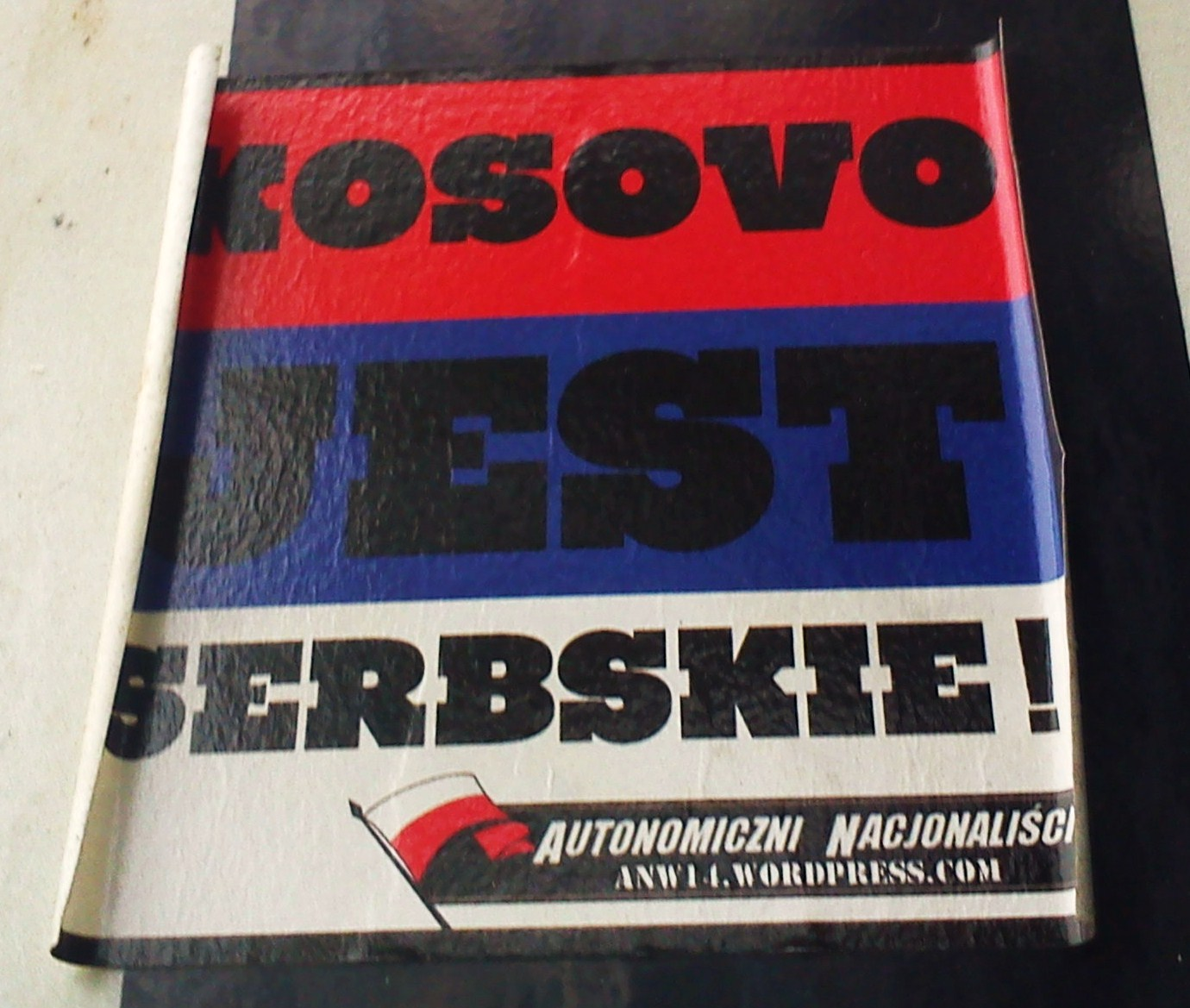
Плакат "Косово сербське" у Познані, Польща

Косово — це Сербія (серб. Косово је Србија, Kosovo je Srbija) — сербське гасло, що позначає приналежність частково визнаного Косова до Сербії. Слоган з'явився ще у 2004 році, та набув популярності після проголошення Косовом незалежності 17 лютого 2008 року. Загалом слоган широко використовується сербами по всьому світу.